# Töwchön Chiid

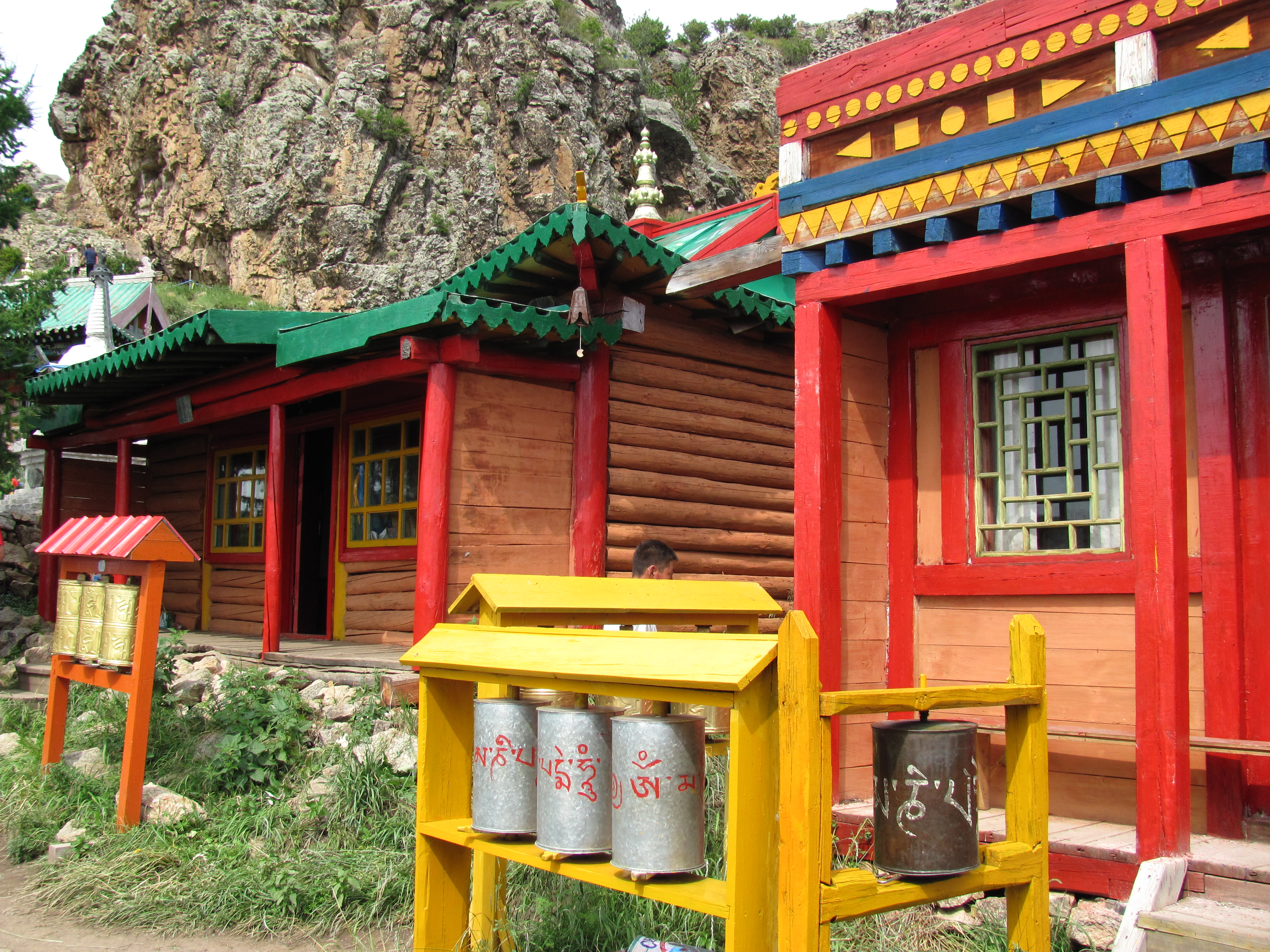
Hauptgebäude des Klosters.

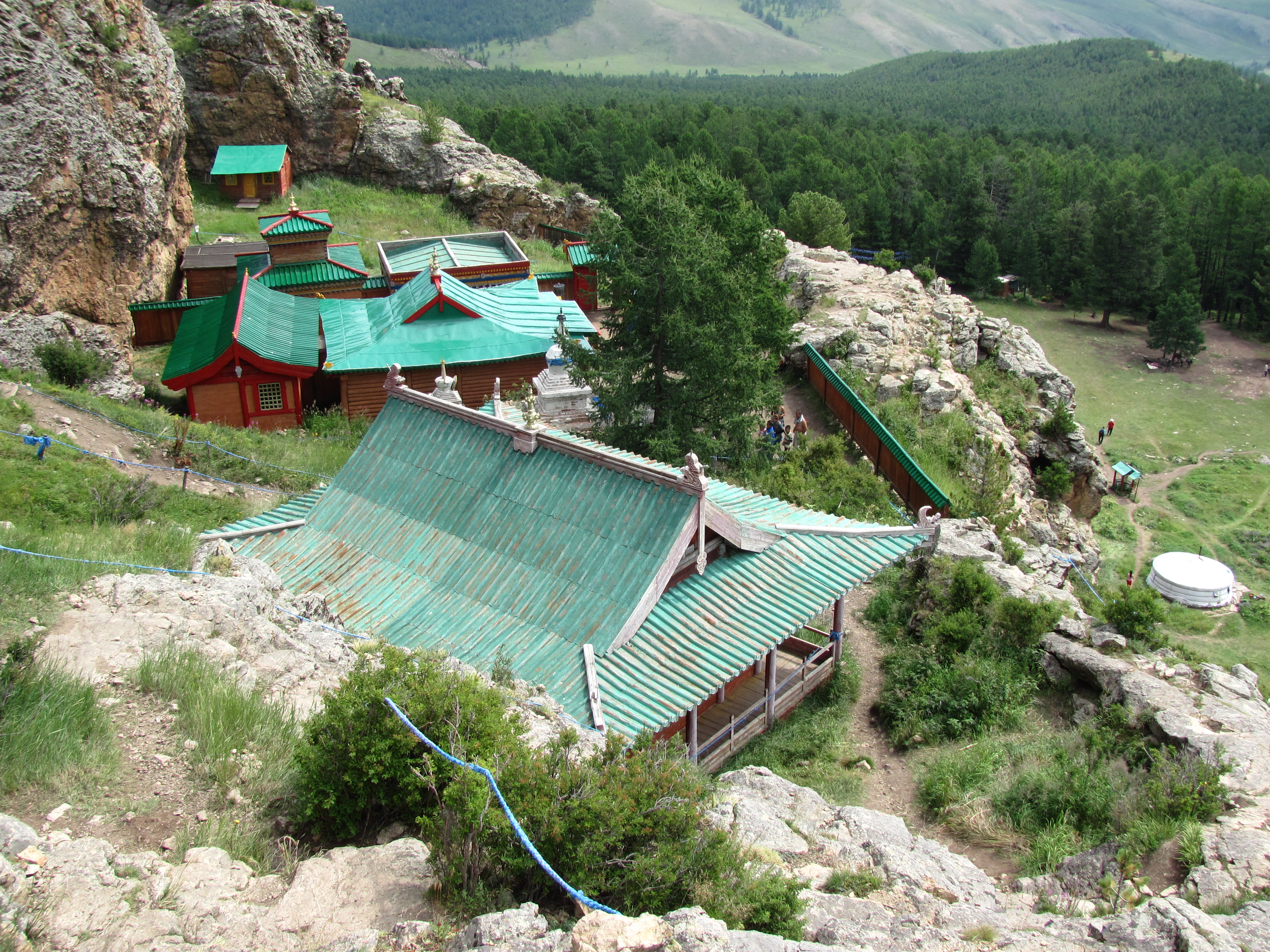
Gesamtansicht mit dem Sommertempel im Vordergrund.

Töwchön Chiid (mongolisch Төвхөн хийд) ist ein buddhistisches, 1653 gegründetes Kloster in der Provinz Öwörchangai-Aimag in der Mongolei.

## Geographische Lage
Das Kloster Töwchön Chiid befindet sich etwas südlich der Grenze der Öwörchangai-Aimag im Süden zur Archangai-Aimag im Norden. Im Changai-Nuruu-Nationalpark liegt es etwa 47 km (Luftlinie) westsüdwestlich der Stadt Charchorin – etwas nordwestlich einer auf 1617 m Höhe gelegenen Stelle des Orchon – auf der Südflanke eines in der Gipfelregion felsigen und überwiegend bewaldeten Berges.

## Geschichte
Das Kloster Töwchön Chiid wurde 1653 von Dsanabadsar gegründet, der hier 30 Jahre lebte und arbeitete. Den Platz soll er an seinem 19. Geburtstag ausgewählt haben. Als es im 18. Jahrhundert auf Betreiben des Hauptlamas des Klosters Erdene Dsuu erweitert wurde, erfolgte gleichzeitig der Bau des heute noch erhaltenen Stupas. Zum Kloster gehörten zwei heilige Bäume: Mahakala und Tara.
1937 wurde Töwchön Chiid während des stalinistischen Terrors in der Mongolei zerstört.
Die Neueröffnung des Klosters fand im Jahre 1993 statt, im gleichen Jahr begann der Wiederaufbau. Der Bold-Tempel, das Hauptgebäude der Klosteranlage, konnte 1997 wiedererrichtet werden, der Stupa 1998 und die anderen Gebäude 2001.

## Anlage und Gebäude
Das im Vergleich zu anderen Klosteranlagen der Mongolei relativ kleine Kloster empfängt seine Besucher mit einer Aussicht auf die bewaldete Umgebung sowie auf das Tal des Orchon. In der Mitte der Anlage befinden sich der Bold-Tempel sowie der Stupa. Etwas abseits davon wurde 2001 der Sommertempel wieder aufgebaut.
Zum Klostergelände gehört die kleine Höhle Uran Darchni Agui, die Dsanabadsar regelmäßig zur Meditation aufgesucht haben soll. Unweit davon ist ein Felsvorsprung, der als Sitz Dsanabadsars gilt, sowie einer seiner Fußabdrücke. Auf dem Gipfel des Berges, wo sich eine Opferstätte (Ovoo) befindet, werden außerdem eine heilige Quelle sowie eine weitere – etwas größere – Höhle, Echiin Chewlii, verehrt.